# Rue Metsys
Pour les articles homonymes, voir Metsys.
La rue Metsys (en néerlandais : Metsysstraat) est une rue bruxelloise de la commune de Schaerbeek qui prolonge la rue de Jérusalem à partir du carrefour avec la chaussée de Haecht, et va jusqu'à la place Eugène Verboekhoven (alias Cage aux Ours). Elle croise la rue Général Eenens et l'avenue Voltaire.
La numérotation des habitations va de 5 à 101 pour le côté impair et de 2 à 94 pour le côté pair. Le sens de numérotation (numéros croissants) va de la rue de Jérusalem à la place Eugène Verboekhoven.
La rue porte le nom d'un peintre belge, Quentin Metsys, né à Louvain vers 1466 et décédé à Anvers le 16 septembre 1530.

## Adresse notable
- no 21 : Immeuble du Foyer Schaerbeekois